# Kopexil
Kopexil (1-tlenek 2,6-diaminopirymidyny) – organiczny związek chemiczny, pochodna pirymidyny zawierająca ugrupowanie guanidynowe i N-tlenkowe. Może występować w różnych formach tautomerycznych.

Tautomeria kopexilu

Koncern L’Oréal opracował środek przeciwko łysieniu, w którym kopexil (pod nazwą aminexil) jest substancją czynną. Wstępne badania kliniczne wykazały spadek odsetka włosów w fazie spoczynkowej (telogenowej) i znaczący wzrost udziału włosów w fazie wzrostowej (anagenowej). Prawdopodobną przyczyną skuteczności kopexilu jest zwiększenie przeżywalności mieszków włosowych wskutek zahamowania tworzenie kolagenu wokół mieszków, co wynika z właściwości przeciwwłóknieniowych kopexilu.
Szkielet kopexilu występuje w minoksydylu, leku stosowanym w leczeniu nadciśnienia tętniczego, a także przeciwko wypadaniu włosów.